# Menander apotheta
Menander apotheta is een vlindersoort uit de familie van de prachtvlinders (Riodinidae), onderfamilie Riodininae.
Menander apotheta werd in 1868 beschreven door H. Bates.